# Multitudes (álbum)
Multitudes es un álbum musical del grupo chileno Illapu, lanzado el 29 de agosto de 1995. El álbum contiene diez canciones que en su mayoría abordan a temas de la actualidad.

## Historia
En 1994 vuelve a Illapu José Miguel Márquez, luego de haber permanecido una década en Alemania, con una experiencia adquirida que debía ser aprovechada por el grupo. Además, se integra Luis Enrique Galdames, músico especializado en instrumentos de viento, quien permitió dar más influencia del saxo a las canciones que serían lanzadas.
El disco fue grabado entre el 5 de junio y el 1 de julio de 1995, editado y lanzado en el mismo año, bajo el sello de EMI Odeon Chilena. El disco fue lanzado al mercado el 29 de agosto de 1995.

## Contenido
El álbum líricamente se centra en lo contemporáneo y la actualidad, abordando muchos problemas sociales de la época, denunciando y proponiendo soluciones. A partir de esta intención nace la canción "Sincero Positivo", la cual advierte el problema del sida. Fue ideada por José Miguel Márquez, quien la compuso y contactó a Pato Valdivia para escribirla. La canción plantea que es un problema que a cualquiera le puede pasar, es mortal y que hay que cuidarse.
También nacen canciones como "Que broten las palabras", canción escrita y compuesta por Andrés Márquez, que aborda el tema de la falta de comunicación entre las personas y hace un llamado al diálogo; "Qué nos está pasando", escrita por Andrés Márquez y compuesta por Roberto Márquez, que habla de la relación padre-hijo; "Hagamos un Pacto", canción escrita por Andrés Márquez y compuesta por Roberto Márquez, denunciando la postura conservadora y conformista; "Vengo del Sur", fragmento de un poema de Pablo Neruda musicalizado por Roberto Márquez.
El trabajo de percusión comienza a innovar al incorporar ritmos rock (en "Hagamos un Pacto") y ocupar la batería electrónica, buscando nuevos timbres y más comodidad.
En su diseño es ocupada la "Mano del Desierto", obra de Mario Irarrázabal, la cual se encuentra en el Desierto de Atacama, apareció en el videoclip de "Que broten las palabras" y continuó siendo ocupada posteriormente por la imagen de la banda.

## Datos

### Lista de temas
| N.º | Título                          | Letras                | Música              | Duración |  |
| 1.  | «Sincero positivo»              | Luis Alberto Valdivia | José Miguel Márquez | 3:37     |  |
| 2.  | «Que broten las palabras»       | Andrés Márquez        | Andrés Márquez      | 4:07     |  |
| 3.  | «Volveré a encontrarte»         | Carlos Elgueta        | Roberto Márquez     | 3:17     |  |
| 4.  | «Buscando tu mirada»            | Nelly Lemus           | Roberto Márquez     | 5:05     |  |
| 5.  | «Hagamos un pacto»              | Andrés Márquez        | Roberto Márquez     | 5:28     |  |
| 6.  | «Qué nos está pasando»          | Andrés Márquez        | Roberto Márquez     | 3:18     |  |
| 7.  | «Paso de mulata» (Instrumental) |                       | José Miguel Márquez | 4:22     |  |
| 8.  | «Quién te salvará»              | Andrés Márquez        | Roberto Márquez     | 3:32     |  |
| 9.  | «Vengo del sur»                 | Pablo Neruda          | Roberto Márquez     | 4:54     |  |
| 10. | «Cuando nada tengas»            | Andrés Márquez        | José Miguel Márquez | 3:57     |  |

## Videoclips
Canciones que contaron con un videoclip promocional, en orden de lanzamiento:
1. Sincero positivo (29 de agosto de 1995 el día que sale su lanzamiento al mercado) Ver vídeo en Youtube
2. Que broten las palabras Ver vídeo en Youtube
3. Qué nos está pasando Ver vídeo en Youtube
4. Hagamos un pacto Ver vídeo en Youtube

## Músicos
- Roberto Márquez - Voz, charango, guitarra, guitarra de doce cuerdas, tiple, cuatro venezolano, zampoña, congas, cajón peruano, percusión
- Andrés Márquez - Voz, guitarra, cuatro venezolano, tiple
- Eric Maluenda - Voz, zampoña, sicura, trutruca, congas, bongó, cajón peruano, bombo, tom, batería eléctrica, percusiones
- José Miguel Márquez - Voz, quena, quenacho, zampoña, sicura, guitarra, cajón peruano, batería eléctrica, percusiones , flauta
- Carlos Elgueta - Voz, bajo eléctrico
- Luis Enrique Galdames - Saxo alto, saxo soprano, flauta traversa, quena, zampoña

## Compilaciones
El instrumental "Paso de mulata" aparece en la recopilación Sereno (1997).
Las canciones "Sincero positivo" y "Hagamos un pacto" aparecen interpretadas en vivo, en el álbum Momentos vividos (2000).
Las canciones "Sincero positivo", "Que broten las palabras", "Hagamos un pacto" y "Qué nos está pasando" aparecen en el compilatorio Sus Más Grandes Éxitos (2002).
- Datos: Q5474934